# European Payments Initiative
Het European Payments Initiative (EPI), voorheen bekend als het Pan-European Payments System Initiative (PEPSI), en met merknaam Wero, is een uniforme digitale betalingsdienst die wordt ondersteund door 16 grote Europese banken en betalingsdienstaanbieders. Het doel is om Europese consumenten en handelaren in staat te stellen betalingen "van de volgende generatie" uit te voeren voor alle soorten betalingen tussen personen en kleinhandelstransacties via een digitale portemonnee, genaamd Wero. Wero is gebaseerd op directe betalingen van rekening tot rekening en elimineert tussenpersonen in de betalingsketen, en de daarmee samenhangende kosten.

## Overname iDEAL & Payconiq
EPI Company heeft iDEAL en Payconiq International overgenomen. EPI zal in eerste instantie betalingen van persoon naar persoon (P2P) en van persoon naar professional (P2Pro) mogelijk maken, gevolgd door online en mobiele winkelbetalingen en vervolgens betalingen in verkooppunten. Er wordt een uitgebreid scala aan transactietypen ondersteund, waaronder eenmalige betalingen, abonnementen, termijnen, betalingen bij levering en reserveringen. Bovendien zullen in de loop van de tijd diensten met toegevoegde waarde in de oplossing worden opgenomen, waaronder verantwoorde 'Koop nu, betaal later' financiering, digitale identiteitsfuncties en integratie van getrouwheidsprogramma's van verkopers.